# Египетско-итальянские отношения
Египетско-итальянские отношения — двусторонние дипломатические отношения между Египтом и Италией. Страны являются членами Союза для Средиземноморья. Италия входит в НАТО, а Египет — основной союзник США из стран, не входящих в НАТО.

## История
Первые контакты между странами осуществились в период существования Римской республики и Эллинистического Египта, кульминацией которых стала аннексия Римом Египтом в 30 году до нашей эры. В 476 году нашей эры произошёл распад Западной Римской империи, а Египет стал провинцией Византии вплоть до Арабского завоевания в 642 году. Культурные связи между Египтом и Италией со временем всё больше расходились в связи с исламизацией Египта и ростом влияния Католической церкви в Италии. В 1914 году Египет обрёл независимость от Британской империи и отношения с Италией были восстановлены. С приходом к власти в Италии Бенито Муссолини и Национальной фашистской партии отношения с Египтом стали очень напряжёнными, что привело к началу Египетской операции во время Второй мировой войны. После окончания войны египетско-итальянские отношения были восстановлены.
В феврале 2016 года дипломатические отношения между странами стали серьёзно натянуты, когда в Каире было обнаружено тело со следами пыток пропавшего без вести итальянского аспиранта из Кембриджского университета. Впоследствии Италия отозвала своего посла в Египте для консультаций в Риме в связи с криминальным характером смерти Джулио Реджени, который в то время проводил социологические научные исследования в области защиты прав трудящихся и профсоюзов Египта. Правоохранительные органы Египта представили противоречивую информацию о судьбе итальянского гражданина, что было неприемлемо для следователей из Италии. В результате итальянская пресса и министерство иностранных дел указывали на систематические нарушения прав человека в Египте и угрожали введением политических санкций, если руководство полиции Египта не изменит отношение к этой ситуации.

## Торговля
Италия является крупнейшим торговым партнером Египта среди стран Европейского союза и третьим по величине в мире после Соединённых Штатов Америки и Китая. Прямые иностранные инвестиции Италии в экономику Египта оцениваются в 2,6 миллиарда долларов США, в основном в транспортной сфере и банковских услугах, что делает её пятым по величине европейским инвестором в Египте. По сообщениям, к концу 2014 года объём товарооборота между странами достиг суммы 6 миллиардов долларов США.

## Дипломатические представительства
- Египет имеет посольство в Риме[4].
- Италия содержит посольство в Каире[5].